# Joe Roberts

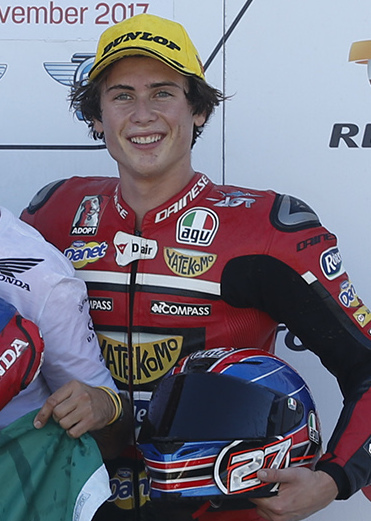
Joe Roberts 2017.

Joe Roberts, född 16 juni 1997 i Malibu är en amerikansk motorcykelförare som tävlar i grenen roadracing. Roberts tävlar sedan 2018 i världsmästerskapen i Grand Prix Roadracing i Moto2-klassen.

## Tävlingskarriär
Roberts tävlade i flat track innan han växlade gren till roadracing. Han tävlade i Red Bull MotoGP Rookies Cup från 2011 till 2013 innan han 2014 blev amerikansk mästare i Superstock 600. Säsongen 2017 tävlade Roberts i europeiska Moto2-mästerskapen och gjorde sina första inhopp i Moto2-VM. Till säsongen 2018 fick Roberts kontrakt som ordinarie förare i Moto2-VM hos RW Racing på den nya NTS-motorcykeln. Det blev en 27:e plats i VM. Till 2019 bytte Roberts stall till American Racing och motorcykel till KTM. Framgångarna uteblev men Roberts fick förnyat förtroende säsongen 2020 hos American Racing. Teamet bytte motorcykel till Kalex och Roberts fick ny chefsmekaniker och John Hopkins som "ridercoach".

## Framskjutna placeringar
Uppdaterad till 2020-08-10.
| \| Nr \| Grand Prix \| År \| \| -- \| ---------- \| ---- \| \| 1 \| Tjeckien \| 2020 \| |            |      |
| Nr                                                                                      | Grand Prix | År   |
| 1                                                                                       | Tjeckien   | 2020 |